# Pedro Étienne Solère
Pour les articles homonymes, voir Solère.
Pedro Étienne Solère (Mont-Louis, Pyrénées-Orientales, 4 avril 1753 - Paris, 1817) était un compositeur, professeur de musique et clarinettiste français.

## Biographie
Solère a commencé la clarinette pendant son enfance. Il était très talentueux et déjà à l'âge de 14 ans, il entre à l'orchestre du régiment d'infanterie de Champagne. Pour compléter ses compétences professionnelles, il a fait ses études à Paris auprès de Michel Yost. En 1784, il donna un magnifique concert au Concert Spirituel. Il fut remarqué par le duc Louis-Philippe d'Orléans, qui l'embaucha.
Il a fait des tournées de concerts en Italie, en Espagne et en Russie, et acquit une renommée internationale. Après le décès du duc, Solère devint première clarinette dans l'orchestre du roi français. Grâce à sa réputation, il fut recruté en tant que professeur au Conservatoire national supérieur de musique de Paris, créé en 1795. Son amitié avec François Devienne a beaucoup influencé son travail de création.
De ses compositions sont principalement connues aujourd'hui ses œuvres pour clarinette.

## Compositions

### Œuvres pour orchestre
- Concerto en mi bémol majeur, pour clarinette et orchestre
- Concerto en mi bémol majeur, pour deux clarinettes et orchestre
- Concerto espagnol en si bémol majeur, pour clarinette et orchestre
- Symphonies concertantes n°1 et 2, pour deux clarinettes et orchestre

### Musique de chambre
- 2 Duos pour deux clarinettes
- 3 Fantasies pour clarinette et piano

## Enregistrement
- Klarinettenkonzerte par Dieter Klöcker et Sandra Arnold (clarinettes), avec le Prager Kammerorchester, dir. Milan Lajčik (label Orfeo C 481 991 A, 1999)

## Source
- (nl) Cet article est partiellement ou en totalité issu de l’article de Wikipédia en néerlandais intitulé « Pedro Étienne Solère » (voir la liste des auteurs).